# Брук Парк (Минесота)
Брук Парк (енгл. Brook Park) град је у америчкој савезној држави Минесота.

## Демографија
По попису из 2010. године број становника је 139, што је 17 (-10,9%) становника мање него 2000. године.
| Група             | 2000.       | 2010.       |
| Белци             | 152 (97,4%) | 138 (99,3%) |
| Афроамериканци    | 4 (2,6%)    | 1 (0,7%)    |
| Азијати           | 0 (0,0%)    | 0 (0,0%)    |
| Хиспаноамериканци | 0 (0,0%)    | 0 (0,0%)    |
| Укупно            | 156         | 139         |